# Haemosporida
Haemosporida Danilewsky, 1885 è un ordine di alveolati parassiti intraeritrocitari.
Oltre 500 specie sono in questo ordine, organizzate in quattro famiglie: Garniidae, Haemoproteidae, Leucocytozoidae e Plasmodiidae. La maggior parte delle specie si trova in tre generi: Haemoproteus, Leucocytozoon e Plasmodium.
Sia gli Haemoproteidae, sia i Plasmodiidae producono pigmenti. Queste famiglie sono state collocate nel sottordine Laveraniina. Né gli Haemoproteidae, né i Leucocytozoidae hanno un ciclo asessuato nel sangue periferico. I Garniidae non producono pigmenti, ma hanno un ciclo asessuato nel sangue.